# Спремо, Милан
Милан Спремо (серб. Милан Спремо; 27 апреля 1995 года; Нови-Сад, ГССЧ) — сербский футболист, полузащитник боснийского клуба «Игман».
Выступал за различные сербские клубы, такие как «Войводина», «Слога», «Пролетер», «Явор», «Бачка». Также выступал за словенский клуб «Целе». В 2018 году играл за узбекистанский «Коканд 1912». Выступал за юношескую и молодёжную сборные Сербии.